# Aušrinė Armonaitė
Aušrinė Armonaitė, née le 26 mai 1989 à Vilnius, est une femme politique lituanienne, membre du Parti de la liberté dont elle est la présidente de 2019 à 2024.
Auparavant membre du mouvement libéral et vice-présidente de 2017 à 2018, Armonaitė est élue pour la première fois au Seimas en 2016 à la suite des élections législatives. En 2018, elle démissionne du Mouvement libéral et rejoint ensuite le Parti de la liberté social-libéral et progressiste. Elle mène le parti aux élections législatives de 2020, où ce dernier remporte 11 sièges et devient représenté au Seimas pour la première fois.
Le 7 décembre 2020, elle est approuvée pour occuper le poste de ministre de l'Économie et de l'Innovation au sein du cabinet Šimonytė.

## Jeunesse
Aušrinė Armonaitė naît à Vilnius le 26 mai 1989. Elle s'inscrit au gymnase Mykolas Biržiška en 2004, puis obtient son diplôme en 2008.
Elle est plus tard élue présidente de la jeunesse libérale lituanienne (en) en 2010, après avoir rejoint l'organisation lors de son adolescence,.
Après l'obtention de son diplôme, elle s'inscrit à l'Institut des relations internationales et des sciences politiques de l'Université de Vilnius. Elle obtient son baccalauréat en sciences politiques en 2012. Elle retourne ensuite à l'université et obtient sa maîtrise en analyse des politiques publiques en 2014.

## Carrière politique

### Début de carrière
Aušrinė Armonaitė commence sa carrière en 2013, lorsqu'elle est embauchée comme analyste pour la chambre de commerce de la Confédération lituanienne des entreprises (ICC). Elle reste à ce poste pendant deux ans, jusqu'à son départ en 2015.
Elle rentre en tant qu'élue en politique en 2015, après avoir été élue au conseil municipal de Vilnius pour le mouvement libéral. Elle démissionne du conseil municipal en 2016, afin d'entrer en politique nationale,.

### Carrière parlementaire

#### De 2016 à 2020
En 2016, Aušrinė Armonaitė est choisie pour se présenter aux élections au Seimas avec le Mouvement libéral lors des élections législatives de 2016. Placée sur la liste nationale du parti, elle est élue au parlement, et prend son siège le 14 novembre 2016. Elle est ensuite nommée vice-présidente de la commission des affaires européennes et siège également à la commission des affaires étrangères. En 2017, elle est élue vice-présidente du Mouvement libéral,.
En 2018, elle annonce son départ du mouvement libéral et  commence à siéger au parlement en tant que politicienne sans étiquette. Elle rejoint ensuite le Parti de la liberté social-libéral et progressiste nouvellement formé et est élue pour en être la présidente. Bien qu'elle ait rejoint le Parti de la liberté, elle continue d'être une députée sans étiquette, car le parti n'a remporté aucun siège lors des élections précédentes,.

#### Depuis 2020
Aušrinė Armonaitė conduit le Parti de la liberté à une élection pour la première fois lors des élections législatives de 2020. Elle se présente aux élections dans la circonscription nouvellement créée des Lituaniens de l'étranger, qui accorde une représentation parlementaire aux Lituaniens vivant à l'extérieur du pays. Après avoir obtenu une pluralité de voix au premier tour de l'élection, elle est finalement réélue au parlement au second tour en obtenant 53,15 % des voix.
À la suite de la certification des résultats des élections, le Parti de la liberté obtient 11 sièges, et une coalition est alors fortement probablement entre le Parti de la liberté, le Mouvement libéral et les vainqueurs des élections, l'Union de la patrie. Proposant Ingrida Šimonytė comme candidate au poste de Premier ministre, Aušrinė Armonaitė devrait être l'un des trois principaux dirigeants du nouveau gouvernement, en plus d'Ingrida Šimonytė et du chef du mouvement libéral Viktorija Čmilytė, Le 9 novembre, l'accord de coalition est signé entre l'Union de la patrie, le Mouvement libéral et le Parti de la liberté.

### Ministre de l'Economie et de l'Innovation
Le 18 novembre 2020, Ingrida Šimonytė confirme qu'elle a l'intention de nommer Aušrinė Armonaitė au poste de ministre de l'économie et de l'innovation dans son cabinet.

## Vie personnelle
Aušrinė Armonaitė est mariée à Edgaras Stanišauskas, qu'elle a rencontré alors qu'ils étaient tous deux membres de la jeunesse libérale lituanienne (en) en 2009.